# Artigas Beach
Der Artigas Beach ist der Strand der Schiffsbucht im Norden der Maxwell Bay von King George Island, der größten der Südlichen Shetlandinseln. 
Der Geröllstrand besteht aus einer Serie von Strandterrassen und wurde vom britischen Antarctic Place-names Committee (APC) 2007 nach der nordwestlich gelegenen uruguayischen Forschungsstation Base Científica Antártica Artigas benannt.